# Kiev (ortnamn)
Namnet på Ukrainas huvudstad Kiev skrivs på ukrainska Київ med det ukrainska kyrilliska alfabetet, vilket translittereras Kyjiv på svenska. På ryska, vilket är modersmål för knappt 30 % av Ukrainas befolkning, skrivs namnet Киев, vilket på svenska translittereras Kijev. Det ukrainska namnet Kyjiv uttalas på ukrainska [ˈkɪjiu̯]
 ( lyssna), och det ryska namnet Kijev uttalas på ryska [ˈkʲijɪf]
 ( lyssna). På svenska används huvudsakligen namnformen Kiev.

## Etymologi
Namnet skrevs på 1400-talet på ukrainska som Києвъ och är av omtvistat ursprung.
Den traditionella historiska förklaringen, som kommer från Nestorskrönikan, är att namnet skulle vara en avledning av namnet Kyj, som enligt legenden grundade staden. Namnet kommer  enligt Oleg Trubatjovs slaviska etymologiska ordbok av fornöstslaviska Kyjevŭ (Kыѥвъ), av urslaviska *kyjevъ. Trubatjov menar att detta skulle vara en possessiv avledning med suffixet -ovъ av roten *kyjъ (’klubba, påle, hammare’), använt som namn eller smeknamn på en person. Denna possessiva form är enligt Trubatjov en rest av ett namn som *Kyjevŭ gordŭ (’Kyjs borg’).
Härledningen till namnet Kyj har dock ifrågasatts, bland annat av historikern Mychajlo Hrusjevskyj som kallade den för en ”etymologisk myt”, och menade att namnen på stadens grundare snarare är härledda ur ortnamn. Enligt den ukrainskkanadensiske språkvetaren Jaroslav Rudnytskyj ska namnet kopplas till roten *kyjъ, men snarare tolkas i betydelsen ’pinne, påle’ som i dess moderna ukrainska form кий kyj ’pinne’. Namnet skulle då snarare tolkas som ’palissaderad boplats’.

## Andra namn
Kiev var en välbesökt stad av nordiska krigare och köpmän under vikingatiden och kallades på fornnordiska för Kǿnugarðr, vilket ibland anpassas till modern svenska som Könugård.
I äldre nordisk litteratur förekommer olika stavningar av detta namn, såsom Kǽnv gorðum i den isländska Bærings saga; Kiænugardur, Kꝍnv garðz och Kꝍnugarðr i Hauksbok (där ꝍ representerar ett långt ö-ljud). Hos Saxo Grammaticus uppträder det som Cönogardia, Cønogardia eller Conogardia, och även i viss tysk litteratur såsom hos skoliasten till Adam av Bremen som Chungard och hos Helmold som Chunigard. På modern isländska används än i dag ibland namnet Kænugarður vid sidan av Kíev.
Det nordiska namnets ursprung är möjligen en anpassning av ett fornöstslaviskt *Kyjanŭ gordŭ ’Kievbornas stad’, där *Kyjanŭ är genitiv plural av *Kyjane ’Kievbo’. Det liknande namnet Kijanov gorod förekommer nämligen som poetiskt namn på Kiev i de ryska bylinorna, med tillägg av adjektivändelsen -ov. Det har också föreslagits att det nordiska namnet är en inhemsk bildning av ett invånarnamn Kǿnir ’Kievbo’ av samma ursprung. Namnet har även kopplats ihop med substantivet kǿna ’liten båt’, men enligt Bengt Hesselman är snarare vara en senare nordisk folketymologisk omtolkning av ett ursprungligt slaviskt namn.

## Stavning
Av tradition stavas namnet Kiev på svenska och på många andra språk i Europa – en stavning som i grunden är baserad på den ryska stavningen Киев (Kijev). I oktober 1995 beslutade man i Ukraina att landets officiella translitterering av Київ skulle vara Kyiv, baserat på den ukrainska stavningen. I april 2012 ändrade Europeiska unionen stavningen från Kiev till Kyiv i engelskspråkiga sammanhang.
I oktober 2018 lanserade Ukrainas utrikesdepartement en onlinekampanj, KyivNotKiev, med målet att få många engelskspråkiga medier att börja använda translittereringen Kyiv i stället för Kiev, vilket resulterade i att bland andra BBC, The Guardian, The Washington Post och The New York Times ändrade sin stavning från Kiev till Kyiv. Stavningsdiskussionen har påpekats vara en del av en större internationell trend där fler språk övergår från exonymer till endonymer, det vill säga från språkspecifika namn på utländska platser, till länders egna namn på platsen i fråga.
Många engelskspråkiga mediespråkgrupper, bland annat Associated Press och Reuters ändrade också stavningen till Kyiv i sina stilguider under 2019 och 2020. I juni 2019 slopade United States Board on Geographic Names i USA stavningen Kiev, vilket gjorde stavningen Kyiv till den enda korrekta i amerikanska regeringssammanhang. Stavningen hade sedan 2006 varit en sidoform till Kiev.

### Svensk stavning
På svenska aktualiserades stavningen av staden efter Rysslands invasion av Ukraina 2022. På svenska har stilguider som Svenska skrivregler och TT-språket generellt rekommenderat ukrainsk translitterering för ukrainska geografiska namn, med undantag av vissa namn som av tradition använder en på svenska etablerad, ursprungligen ryskbaserad translitterering, såsom Kiev (ryska Kijev, ukrainska Kyjiv), Odessa (ryska Odessa, ukrainska Odesa), Tjernobyl (ryska Tjernobyl, ukrainska Tjornobyl) och Dnepr (ryska Dnepr, ukrainska Dnipro). Krim stavas på svenska av tradition med i men translittereras från både ryska och ukrainska som Krym.
Språkrådet publicerade i slutet av februari 2022 ett stavningsråd baserat på en rekommendation från Mediespråksgruppen som är ”en sammanslutning av språkansvariga på ett flertal svenska medieföretag”. Detta stavningsråd var att fortsätta med stavningen Kiev på svenska. Anledningen till detta var enligt Språkrådet att hålla fast vid etablerad norm och inte ändra stavning under ett pågående krig. Man menade också att Kiev i dag kan betraktas som en svensk exonym, det vill säga en särsvensk stavning som avviker från både den ryska och den ukrainska, i likhet med Bryssel (franska Bruxelles, nederländska Brussel). Man menade också att en ändring av stavningen kunde ses som ett politiskt ställningstagande, men tillade att vissa medier har ändrat sin stavning just som en politisk markering. Språkrådets inställning var dock att man ”så snart tiden är mogen bör övergå konsekvent till de ukrainska formerna”.
Nyhetstjänsten Omni gick efter Rysslands invasion av Ukraina över till att stava staden Kyiv och valde den stavningen över den svenska translittereringen Kyjiv enligt den engelska translitterering som Ukraina själv använder.